# أدب الفتوى والمفتي والمستفتي
أدب الفتوى والمفتي والمستفتي. قطعة من مقدمة كتاب المجموع 1/ 40- 58 للحافظ أبو زكريا محيي الدين يحيى بن شرف النووي استوعب فيه كل محتويات كتاب ابن الصلاح أدب المفتي والمستفتي لكن بقالب وترتيب جديد، أكسب بناء كتابه قوة ومتانة. وقد أفرده بعضهم بالطبع فاشتهر حديثاً على أنه كتاب مفرد.

## محتويات المطبوع
- مقدمة في أهمية الإفتاء وعظم خطره وفضله
- فصل في معرفة من يصلح للفتوى
- فصل في وجوب ورع المفتي وديانته
- فصل في شروط المفتي
- فصل في أقسام المفتين
- فصل في بعض مسائل أهلية المفتي
- فصل في أحكام المفتين
- فصل في آداب الفتوى
- فصل في آداب المستفتي وصفته وأحكامه

## مقدمة المطبوع
قال النووي:
آداب الفتوى والمفتي والمستفتي

اعلم أن هذا الباب مهم جدا فأحببت تقديمه لعموم الحاجة إليه وقد صنف في هذا جماعة من أصحابنا منهم أبو القاسم الصيمري شيخ صاحب الحاوي ثم الخطيب أبو بكر الحافظ البغدادي ثم الشيخ أبو عمرو بن الصلاح وكل منهم ذكر نفائس لم يذكرها الآخران وقد طالعت كتب الثلاثة ولخصت منها جملة مختصرة مستوعبة لكل ما ذكروه من المهم وضممت إليها نفائس من متفرقات كلام الأصحاب وبالله التوفيق.

## وصلات خارجية
- كتب مهمة لمن أراد طلب العلم (48) آداب الفتوى والمفتي والمستفتي للإمام النووي ت 676 هـ